# وزارة الخارجية والتعاون الدولي (الإمارات العربية المتحدة)
وزارة الخارجية والتعاون الدولي هي وزارة لدولة الإمارات العربية المتحدة ، ومقرها في البطين ، أبو ظبي.

## المهام
1. رسم السياسة الخارجية للدولة والإشراف على تنفيذها والتنسيق مع الجهات الأخرى ذات العلاقة.
2. تشرف الوزارة على جميع العلاقات الخارجية، بما في ذلك تنظيم مشاركة الدولة في المنظمات والمؤتمرات والمعارض.
3. حماية مصالح الوطن والمواطنين في الخارج.
4. الدخول في مواثيق واتفاقيات تلتزم بها الدولة.
5. جمع المعلومات السياسية والاقتصادية وتحليلها وتقييمها، وتنظيم الاتصالات بين وزارات الدولة والإدارات ذات الصلة ، وبين الأجهزة والحكومات.
6. نشر صورة الإمارات العربية المتحدة وقيمه وسياساته.
7. إجراء كافة الاحتفالات والشكليات الخاصة بالبعثات التي تمثل الدولة.
8. إصدار وتجديد جوازات السفر الدبلوماسية والخاصة للمواطنين وإصدار وتجديد جوازات السفر العادية لمواطني دولة الإمارات في الخارج.
9. تقديم تأشيرات دخول البلاد أو العبور على جوازات السفر العادية أو الدبلوماسية.
10. إعداد وتقديم المعلومات الدبلوماسية والقنصلية والإدارية والمالية التي تمكن البعثات التمثيلية للدولة من القيام بمهامها والإشراف على البعثات الدبلوماسية والقنصلية للدولة.

## قائمة الوزراء
| # | شاغل المنصب               | بداية المنصب | نهاية المنصب | رئيس مجلس الوزراء      |
| - | ------------------------- | ------------ | ------------ | ---------------------- |
| 1 | أحمد خليفة السويدي        | 1971         | 1980         | مكتوم بن راشد آل مكتوم |
| 2 | راشد عبد الله النعيمي     | 1980         | 2006         | مكتوم بن راشد آل مكتوم |
| 3 | عبد الله بن زايد آل نهيان | 2006         | حتى اليوم    | محمد بن راشد آل مكتوم  |